# Honda Element
Der Honda Element ist ein kompakter Crossover-SUV, der auf einer modifizierten Honda CR-V Plattform basierte und in East Liberty, Ohio produziert wurde. Er wurde ausschließlich in Nordamerika zwischen 2002 und 2011 angeboten.

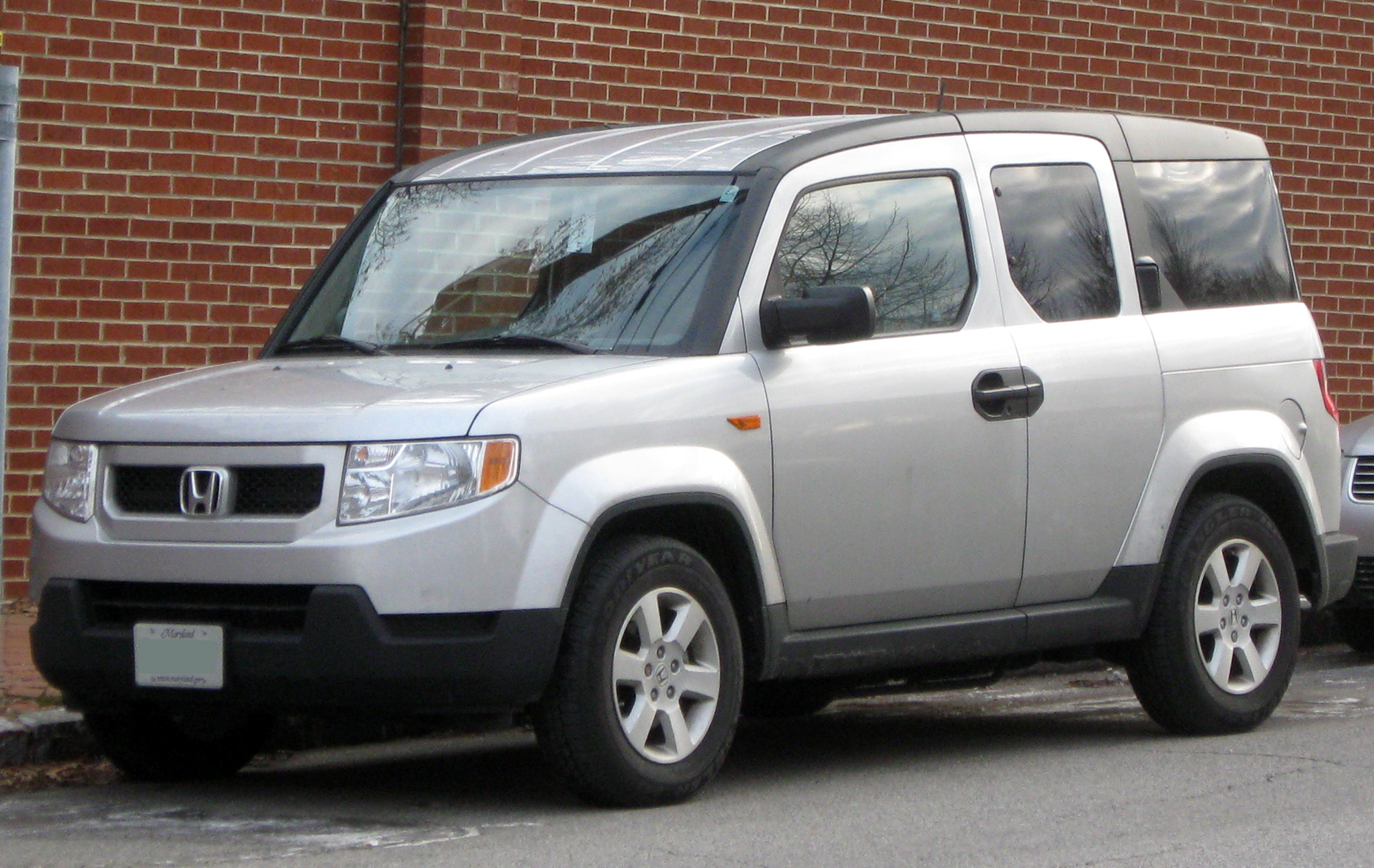
Letztes Modell

Der Element folgte einem Konzept-Fahrzeug namens Model X, das erstmals auf der 2001 North American International Auto Show in Detroit gezeigt wurde. Es wurde von einer Kerngruppe von jungen R & D Ingenieuren im Jahr 1998 entwickelt. Das Modell X wurde entwickelt, um das ideale Fahrzeug für ihre Aktivitäten zu sein: Kombination eines Pickup-Trucks und einem Sport Utility Vehicle. Sie wollten ein Fahrzeug, das sie für Autofahrten mit dem Verbringen von Outdoor-Sportgeräten nutzen konnten, und führten informelle Studien an Hochschulen, Stränden, Campingplätzen und in den Bergen durch. Die 4-Sitze Innenausstattung war optimiert, um zusätzlich große Lasten tragen zu können. Der Boden ist aus texturiertem Urethan, das leicht zu reinigen ist, der Stoff ist robust und schmutzabweisend, die Einzelsitze im Fond zusammenfaltbar und abnehmbar. Die hinteren Türen sind hinten angeschlagen, jedoch keine klassischen Selbstmördertüren, sondern sog. Portaltüren, die nur zusammen mit den vorderen Türen geöffnet werden können. Das Design verzichtet auf B-Säulen, um einen ungehinderten Zugang für seitliche Beladung zu schaffen. Antrieb ist ein Honda 2,4-Liter-i-VTEC-Vierzylinder Motor mit 166 PS (124 kW) bei 5500/min und 217 Nm Drehmoment bei 4500/min. Dazu gab es Fünfgang-Schaltgetriebe und Viergang- (später Fünfgang-) Automatikgetriebe.
Den Element gab es mit Frontantrieb oder optional Hondas "Real Time" Allradantrieb-System.
2007 erfolgte eine leichte Überarbeitung mit nun 10 PS Steigerung auf 176 PS zusammen mit einem Fünfgang-Automatikgetriebe und einem integrierten Sicherheitsgurt-System an den Vordersitzen. Ebenso gehörten nun Seitenairbags zur Standardausrüstung wie auch die elektronische Stabilitätskontrolle dazu. Der Kunststoff-Gitter Kühlergrill wurde von silberfarbenen Lamellen ähnlich im Stil des 2005 Honda CR-V ersetzt.
Im Dezember 2010 kündigte Honda die Einstellung der Produktion des Element bis zum Ende des Modelljahres 2011 an. Das Unternehmen erklärte, dass das rückläufige Geschäft mit dem Element (etwas mehr als 14.000 verkaufte Exemplare 2010) im Vergleich mit anderen Honda-SUVs der Anstoß für die Entscheidung war. Bis dahin waren 325.000 Einheiten verkauft worden.